# 大相撲令和3年1月場所
大相撲令和3年1月場所（おおずもうれいわさんねんいちがつばしょ）は、2021年（令和3年）1月10日から1月24日までの15日間、東京都墨田区の国技館（両国国技館）で開催されていた大相撲本場所である。

## 概要
新型コロナウイルス感染症（COVID-19）流行に伴い、先場所の2020年11月場所に続いて、人数制限をかけての開催となった。
先場所優勝した大関・貴景勝が綱取りに挑む場所とあって話題になった。
1月場所に関する時系列
2020年
- 11月26日 - 1月場所の開催概要を発表[1]。1日当たり席数上限は約5300席[1]。
- 12月18日 - 国技館で合同稽古が始まる[2]。
- 12月24日 - 番付発表[3]。
- 12月31日 - 荒汐部屋の幕内・若隆景の感染を発表[4]。

2021年
- 1月1日 - 荒汐親方、十両・若元春ら荒汐部屋の11人が感染したと発表[5]。
- 1月4日 - 日本相撲協会の芝田山広報部長はこの場所を予定通り開催する方針を示し、中止、延期、無観客開催を否定した[6]。
- 1月4日 - 湊部屋の幕内格行司・木村元基の感染を発表[7]。
- 1月5日 - 横綱白鵬の新型コロナウイルス感染症（COVID-19）感染を発表[8]。
- 1月8日 - 横綱鶴竜が4場所連続19度目の休場を発表[9]。
- 1月9日 - 日本相撲協会構成員のPCR検査を実施した結果、西前頭13枚目千代翔馬（九重部屋）ら5人の陽性反応が確認されたため、陽性反応確認者又は濃厚接触者と認められる関取15名を含む65名の力士及び年寄、行司など協会員について全員初場所の休場措置を執ることとなった[10]。
  - 親方など力士以外の協会員18人を含めると83人。腰痛で休場する鶴竜を含めると十両以上の関取の休場は初日では戦後最多となる16人。幕内の取組数は本来の21番から18番、十両は14番から9番に激減する見通しとなった[11]。
- 1月19日 -大関貴景勝の休場発表。
- 1月24日 - 千秋楽、幕内は西前頭筆頭の大栄翔が隠岐の海を突き出しで下し13勝2敗で初優勝した。大栄翔は埼玉県出身で、埼玉県出身者及び追手風部屋所属力士の幕内最高優勝も初めて[12]。また、三賞のうち技能賞は受賞者が史上初めて3人（関脇照ノ富士、大栄翔、翠富士）になった[13]。

## 番付・星取表
幕内
| 東方          | 東方      | 東方     | 番付   | 西方     | 西方    | 西方                       |
| 備考          | 成績      | 力士名   | 番付   | 力士名   | 成績    | 備考                       |
| ------------- | --------- | -------- | ------ | -------- | ------- | -------------------------- |
|               | 全休      | 白鵬     | 横綱   | 鶴竜     | 全休    |                            |
|               | 2勝8敗5休 | 貴景勝   | 大関   | 正代     | 11勝4敗 | カド番                     |
| カド番        | 11勝4敗   | 朝乃山   | 大関   |          |         |                            |
| 再関脇 技能賞 | 11勝4敗   | 照ノ富士 | 関脇   | 隆の勝   | 9勝6敗  |                            |
|               | 9勝6敗    | 髙安     | 小結   | 御嶽海   | 9勝6敗  |                            |
|               | 7勝8敗    | 北勝富士 | 前頭1  | 大栄翔   | 13勝2敗 | 幕内最高優勝 殊勲賞 技能賞 |
|               | 9勝6敗    | 宝富士   | 前頭2  | 若隆景   | 全休    |                            |
|               | 2勝13敗   | 琴勝峰   | 前頭3  | 阿武咲   | 9勝6敗  |                            |
|               | 4勝11敗   | 栃ノ心   | 前頭4  | 玉鷲     | 6勝9敗  |                            |
|               | 7勝8敗    | 遠藤     | 前頭5  | 隠岐の海 | 7勝8敗  |                            |
|               | 4勝11敗   | 竜電     | 前頭6  | 輝       | 6勝9敗  |                            |
|               | 8勝7敗    | 明生     | 前頭7  | 翔猿     | 6勝9敗  |                            |
|               | 3勝12敗   | 德勝龍   | 前頭8  | 霧馬山   | 8勝7敗  |                            |
|               | 全休      | 千代の国 | 前頭9  | 妙義龍   | 8勝7敗  |                            |
|               | 9勝6敗    | 志摩ノ海 | 前頭10 | 碧山     | 6勝9敗  |                            |
|               | 全休      | 千代大龍 | 前頭11 | 琴恵光   | 6勝9敗  |                            |
|               | 9勝6敗    | 逸ノ城   | 前頭12 | 照強     | 7勝8敗  |                            |
|               | 5勝10敗   | 天空海   | 前頭13 | 千代翔馬 | 全休    |                            |
|               | 9勝6敗    | 豊昇龍   | 前頭14 | 翠富士   | 9勝6敗  | 新入幕 技能賞              |
|               | 7勝8敗    | 豊山     | 前頭15 | 琴ノ若   | 10勝5敗 |                            |
|               | 全休      | 魁聖     | 前頭16 | 明瀬山   | 9勝6敗  | 再入幕                     |
|               | 5勝10敗   | 佐田の海 | 前頭17 |          |         |                            |

十両
| 東方     | 東方    | 東方     | 番付   | 西方     | 西方      | 西方   |
| 備考     | 成績    | 力士名   | 番付   | 力士名   | 成績      | 備考   |
| -------- | ------- | -------- | ------ | -------- | --------- | ------ |
|          | 全休    | 石浦     | 十両1  | 大奄美   | 8勝7敗    |        |
|          | 全休    | 千代丸   | 十両2  | 千代ノ皇 | 全休      |        |
|          | 全休    | 炎鵬     | 十両3  | 美ノ海   | 7勝7敗1休 |        |
|          | 5勝10敗 | 松鳳山   | 十両4  | 旭秀鵬   | 全休      |        |
|          | 全休    | 若元春   | 十両5  | 千代鳳   | 全休      |        |
|          | 7勝8敗  | 東龍     | 十両6  | 英乃海   | 11勝4敗   |        |
|          | 全休    | 旭大星   | 十両7  | 錦木     | 4勝11敗   |        |
| 十両優勝 | 12勝3敗 | 剣翔     | 十両8  | 大翔丸   | 11勝4敗   |        |
|          | 5勝10敗 | 常幸龍   | 十両9  | 琴勇輝   | 4勝11敗   |        |
|          | 10勝5敗 | 宇良     | 十両10 | 水戸龍   | 8勝7敗    |        |
|          | 全休    | 千代の海 | 十両11 | 王鵬     | 5勝10敗   | 新十両 |
|          | 8勝7敗  | 白鷹山   | 十両12 | 貴源治   | 8勝7敗    |        |
|          | 6勝9敗  | 勢       | 十両13 | 矢後     | 8勝7敗    | 再十両 |
| 再十両   | 6勝9敗  | 竜虎     | 十両14 | 東白龍   | 8勝7敗    | 新十両 |

※ 赤文字は優勝力士の成績。

## 優勝争い
優勝争いは、西前頭筆頭の大栄翔が初日から8連勝と、自身初の中日勝ち越しを決め、中日時点で単独トップに立った。この時点で、1敗はおらず、2敗で大関・正代、平幕の明生、霧馬山、明瀬山の4人が追う展開となった。
また、大栄翔は出場している役力士7名をすべて破る快挙を果たした。
大栄翔は9日目にここ数場所苦手としている宝富士に叩き込みで敗れたほか、11日目には阿武咲にも敗れ、2敗に後退。11日目時点で2敗で正代、大栄翔が並び、3敗で大関・朝乃山と平幕・明生が追う展開となった。
12日目には大栄翔は明生と対戦。土俵際まで追い込まれるも、辛くも勝利。正代も竜電を危なげなく破る一方、朝乃山は照ノ富士に敗れ、4敗に後退。2敗で正代、大栄翔が残り、3敗は不在となった。
14日目、大栄翔は玉鷲を叩き込みで破り、2敗を守る一方、正代は照ノ富士に激戦の末敗れ、3敗に後退。再度、大栄翔が単独トップに立った。
千秋楽、大栄翔はここまで7勝7敗と勝ち越しがかかる隠岐の海を突き出しで破り、優勝が決定した。
正代は千秋楽結びの一番で朝乃山に敗れ、4敗。両大関と関脇照ノ富士が11勝4敗と優勝次点となった。

## 備考
綱取りが注目された貴景勝は初日から4連敗となった。9日目時点で2勝7敗となり、10日目より休場した。
カド番の正代、朝乃山はそれぞれ10日目、11日目に勝ち越しを決め、カド番を脱した。
横綱審議委員会より注意決議を受けた両横綱は、白鵬は新型コロナウイルスに感染したため、休場を余儀なくされた。鶴竜は腰椎すべり症による腰痛の影響で休場となった。このため、3場所連続、横綱が初日から休場という事態が生じた。
三賞は役力士を総なめにした大栄翔の殊勲賞が条件なしで決定。
敢闘賞は35歳の再入幕で14日目時点で9勝5敗と星を伸ばした明瀬山と、再入幕後に初の勝ち越しを決めた琴ノ若が、共に千秋楽の勝利を条件に受賞対象となったが、どちらも敗れ、敢闘賞受賞者は不在となった。
技能賞は照ノ富士と新入幕の翠富士が千秋楽の勝利を条件に受賞対象となり、どちらも勝利し、技能賞受賞が決まった。また、大栄翔も優勝を条件に受賞対象となり、こちらも優勝が決まったこともあり、技能賞を受賞。一場所で3人が技能賞を受賞したのは、史上初のことであった。
また、翠富士は勝利した9勝のうち、5勝が肩透かしによるものであったことが話題となった。
照ノ富士は両大関を破る活躍を見せ、11勝4敗で場所を終えた。先場所の13勝と合わせ、3月場所は大関とりとなる。